# موسم طانطان
موسم طانطان أحد أهم التظاهرات الثقافية بالمغرب. سمي نسبة إلى منطقة طانطان بالجنوب الصحراوي المغربي، والتي كانت في الماضي تستقبل عشرات القبائل. ينظم سنويا في شهر ماي، على شكل احتفال كبير يجسد مختلف مظاهر الحياة الصحراوية بعاداتها وتقاليدها. ويتم إحياؤه بهدف الحفاظ على تراثه الثقافي اللامادي، تنظمه مؤسسة ألموكار، تحت الرعاية السامية للملك محمد السادس. في سبتمبر 2004 صنف موسم طانطان ضمن قائمة اليونسكو للتراث الثقافي اللامادي للإنسانية.

## تاريخ
أقيم أول موسم من المهرجان في عام 1963، وارتبط برجل يدعى محمد الأغظف، أحد مقاومي الاحتلال الفرنسي والإسباني. بين عامي 1979 و2004، لم يكن من الممكن إقامة الموسم بسبب المشاكل الأمنية في المنطقة. كما توقف الموسم لثلاث سنوات خلال فترة وباء كورونا.
في سنة 2015 أصبحت الإمارات العربية المتحدة الشريك الدائم لمؤسسة الموڭار في تنظيم الموسم.

## فعاليات الموسم
يتميز الموسم بتعدد أشكاله الثقافية اللامادية من موسيقى ورقص وطقوس، وميثولوجيا ومعارف وممارسات ذات صلة بالطبيعة والكون، ومهارات مرتبطة بالممارسات الحرفية التقليدية بالإضافة للمجالات الثقافية المرتبطة بالتراث الحساني. في سبتمبر 2004 صنف موسم طانطان ضمن قائمة اليونسكو للتراث الثقافي اللامادي للإنسانية بهدف المحافظة عليه. ومنذ ذلك الحين أصبح ينظم الموسم بشكل سنوي.
نصبت في دورته الثانية حوالي ألف خيمة تقليدية جسدت تقاليد الحياة الصحراوية بأبعادها الاقتصادية والاجتماعية، وشاركت في الموسم 12 فرقة للفنون الشعبية من مختلف مناطق الجنوب المغربي، بالإضافة إلى فرق فلكلورية من مالي والسنغال وموريتانيا والنيجر. ونظم خلاله سباق للجمال وعروض للخيالة.،

## دورات الموسم
| السنة | الدورة | الشعار                                                          | ضيف الشرف                       |
| ----- | ------ | --------------------------------------------------------------- | ------------------------------- |
| 2024  | 17     | موسم طانطان: 20 عاما من الصون والتنمية البشرية.                 |                                 |
| 2023  | 16     | موسم طانطان، تثبيت للهوية ورافعة للتنمية المستدامة              |                                 |
| 2019  | 15     | موسم طانطان، حاضن لثقافة الرحل العالمية                         | الجمهورية الإسلامية الموريتانية |
| 2018  | 14     | موسم طانطان عامل إشعاع الثقافة الحسانية                         | جمهورية الصين                   |
| 2017  | 13     | موسم طانطان،موروث ثقافي مغربي ببعد أفريقي                       | جمهورية السنغال                 |
| 2016  |        |                                                                 |                                 |
| 2015  | 11     | موسم طانطان، تراث إنساني ضامن للتماسك الاجتماعي ورافعة للتمنية. | الجمهورية التونسية              |
| 2014  | 10     | التراث الثقافي غير المادي ودوره في تنمية وتقارب الشعوب.         | الإمارات العربية المتحدة        |

## وصلة خارجية
- الموقع الرسمي لموسم طانطان

## إشارات مرجعية
1. ↑  "طانطان تحتضن "موسم طانطان" في دورته الخامسة عشرة - هبة بريس". ar.hibapress.com. مؤرشف من الأصل في 2019-07-11. اطلع عليه بتاريخ 2019-07-11.
2. ↑  طانطان.. مربط سياحة المغامرة والاكتشاف في قلب الصحراء المغربية نسخة محفوظة 15 ديسمبر 2009 على موقع واي باك مشين.
3. ↑  technology, FADLI Taibi, archos (27 Jun 2024). "انطلاق فعاليات الدورة ال17 لموسم طانطان". MAP (بالفرنسية). Archived from the original on 2024-06-27. Retrieved 2024-11-19.{{استشهاد ويب}}:  صيانة الاستشهاد: أسماء متعددة: قائمة المؤلفين (link)
4. 1 2 3  "UNESCO - Moussem of Tan-Tan". ich.unesco.org (بالإنجليزية). Archived from the original on 2024-05-20. Retrieved 2024-11-19.
5. ↑  "موسم طانطان.. رحلة في خفايا تراث البدو الرحل بالمغرب". العين الإخبارية. مؤرشف من الأصل في 2019-07-11. اطلع عليه بتاريخ 2019-07-11.
6. ↑  "Fondation Almouggar: Le moussem de Tantan". Fondation Almouggar. مؤرشف من الأصل في 2025-01-03. اطلع عليه بتاريخ 2024-11-19.
7. ↑  اليونسكو تضيف موسم طانطان المغربي إلى قائمتها نسخة محفوظة 03 مارس 2011 على موقع واي باك مشين.
8. ↑  المدن المغربية المسجلة “تراثا عالميا” نسخة محفوظة 2 سبتمبر 2020 على موقع واي باك مشين.
9. ↑  ed20 (19 سبتمبر 2021). "ماذا تعرف عن موسم طانطان أحد التظاهرات الثقافية في المغرب؟". AlmghribAlarabi. اطلع عليه بتاريخ 2025-05-10.{{استشهاد ويب}}:  صيانة الاستشهاد: أسماء عددية: قائمة المؤلفين (link)
10. ↑  طانطان في سطور نسخة محفوظة 12 يونيو 2009 على موقع واي باك مشين.
11. ↑  ""موسم طانطان..حاضن لثقافة الرحل العالمية" شعار النسخة الـ15 للموسم من 14 إلى 19 يونيو الجاري". ماپ إكسپريس. مؤرشف من الأصل في 2020-02-22. اطلع عليه بتاريخ 2024-11-19.